# فهرست امامزاده‌های تبریز
شهر تبریز در مجموع ۱۳ مکان زیارتی شامل ۸ امامزاده و ۵ زیارتگاه را در خود جای داده‌است.

## امامزاده‌ها
شهر تبریز در مجموع، ۸ امامزاده را در خود جای داده‌است. امامزاده علی بن مجاهد قدیمی‌ترین امامزادهٔ این شهر به لحاظ تاریخ ساخت بناست که به سدهٔ پنجم هجری قمری مربوط می‌شود.
از مجموع امامزاده‌های تبریز، ۶ مورد از آن‌ها به دلیل قدمت بنای آن‌ها در فهرست آثار ملی ایران به ثبت رسیده‌اند؛ اما ۲ مورد که بنای آن‌ها جدیدتر است و بازسازی کامل شده‌اند، هنوز در این فهرست ثبت نشده‌اند.
۳ مورد از امامزاده‌های شهر تبریز در منطقهٔ ۸، ۳ مورد در منطقهٔ ۱۰، یک مورد در منطقهٔ ۱ و یک مورد هم در منطقهٔ ۳ این شهر جای گرفته‌اند؛ به‌طور کلی، به جز امامزاده عون بن علی که در ارتفاعات عون بن علی و امامزاده سید عبدالله که در دامنهٔ این ارتفاعات واقع شده، بقیهٔ امامزاده‌های شهر تبریز در محدودهٔ مرکزی این شهر قرار گرفته‌اند.
در زیر، فهرست امامزاده‌های ۸ گانهٔ شهر تبریز و اطلاعات مربوط به آن‌ها ذکر شده‌است:
| نام امامزاده                                     | منطقهٔ شهرداری | دورهٔ تاریخی        | منسوبیت                     | تاریخ ثبت ملی شمارهٔ ثبت ملی | نشانی                                              | تصویر                 |
| ------------------------------------------------ | ------------- | ------------------ | --------------------------- | --------------------------- | -------------------------------------------------- | --------------------- |
| امامزاده حلیمه خاتون (مسجد خانم امامزاده چرنداب) | منطقهٔ ۳       | قاجاریان           | فرزند موسی کاظم             | ثبت نشده                    | ضلع غربی خیابان طالقانی، محلهٔ چرنداب               | امامزاده حلیمه خاتون  |
| امامزاده دال ذال (ابراهیم و حذیفه)               | منطقهٔ ۸       | قاجاریان           | فرزندان محمد حنفیه          | ۱۳۸۴٫۰۴٫۰۵ ۱۱۹۸۴            | خیابان فردوسی، کوچه عین‌الدوله، محلهٔ میارمیار       | امامزاده دال ذال      |
| امامزاده سید ابراهیم                             | منطقهٔ ۱۰      | قاجاریان           | از نوادگان زین‌العابدین سجاد | ۱۳۸۵٫۰۸٫۲۷ ۱۶۴۳۸            | خیابان شمس تبریزی، کوچهٔ سید ابراهیم                | امامزاده سید ابراهیم  |
| امامزاده سید جمال (مسجد امامزاده)                | منطقهٔ ۸       | قاجاریان           | از نوادگان موسی کاظم        | ۱۳۸۴٫۰۴٫۰۵ ۱۱۹۸۶            | ضلع شرقی خیابان راسته‌کوچه (مطهری)، کوچهٔ دلیر اکبری | امامزاده سید جمال     |
| امامزاده سید حمزه                                | منطقهٔ ۱۰      | صفویان             | از نوادگان موسی کاظم        | ۱۳۴۸٫۰۵٫۲۸ ۸۸۱              | خیابان ثقةالاسلام، ضلع غربی مقبرةالشعرا            | امامزاده سید حمزه     |
| امامزاده سید عبدالله (مسجد امام زین‌العابدین)     | منطقهٔ ۱       | ۹۴۹ هجری قمری      | از نوادگان زین‌العابدین سجاد | ثبت نشده                    | خیابان ملازینال، کوچهٔ امامزاده                     | امامزاده سید عبدالله  |
| امامزاده علی بن مجاهد (چهارمنار)                 | منطقهٔ ۸       | سدهٔ پنجم هجری قمری | نوهٔ زید بن علی              | ۱۳۸۵٫۰۸٫۲۷ ۱۶۵۱۵            | داخل بازار تبریز                                   | امامزاده علی بن مجاهد |
| امامزاده عون بن علی (و زید بن علی)               | منطقهٔ ۱۰      | ایلخانان           | فرزندان علی بن ابی‌طالب      | ۱۳۷۹٫۰۴٫۲۲ ۲۷۴۷             | شمال تبریز، ارتفاعات کوه عون بن علی                | امامزاده عون بن علی   |

## زیارتگاه‌ها
شهر تبریز در مجموع، ۵ زیارتگاه را در خود جای داده‌است. آرامگاه هفت‌تنان قدیمی‌ترین زیارتگاه این شهر به لحاظ تاریخ ساخت بناست که به دورهٔ ایلخانان مربوط می‌شوند.
از مجموع زیارتگاه‌های تبریز، ۳ مورد از آن‌ها به دلیل قدمت بنای آن‌ها در فهرست آثار ملی ایران به ثبت رسیده‌اند؛ اما ۲ مورد که بنای آن‌ها جدیدتر است، هنوز در این فهرست ثبت نشده‌اند.
۲ مورد از زیارتگاه‌های شهر تبریز در منطقهٔ ۳، یک مورد در منطقهٔ ۴، یک مورد در منطقهٔ ۸ و یک مورد هم در منطقهٔ ۱۰ این شهر جای گرفته‌اند؛ به‌طور کلی، به جز آرامگاه حمال که در شمال شهر واقع شده، بقیهٔ امامزاده‌های شهر تبریز در محدودهٔ مرکزی این شهر قرار گرفته‌اند.
در زیر، فهرست زیارتگاه‌های ۵ گانهٔ شهر تبریز و اطلاعات مربوط به آن‌ها ذکر شده‌است:
| نام زیارتگاه                         | منطقهٔ شهرداری | دورهٔ تاریخی | منسوبیت                                     | تاریخ ثبت ملی شمارهٔ ثبت ملی | نشانی                                                | تصویر                     |
| ------------------------------------ | ------------- | ----------- | ------------------------------------------- | --------------------------- | ---------------------------------------------------- | ------------------------- |
| آرامگاه حمال (محمدحسین دیزه‌ای)       | منطقهٔ ۱۰      | قاجاریان    | عارف                                        | ثبت نشده                    | خیابان شمس تبریزی، خیابان مدنی شمالی، محلهٔ گراب      | آرامگاه حمال              |
| آرامگاه خواجه علی سیاهپوش (شیخ محمد) | منطقهٔ ۴       | صفویان      | عارف، نوهٔ شیخ صفی‌الدین اردبیلی              | ۱۳۷۷٫۰۴٫۲۹ ۲۰۵۴             | خیابان منجم، خیابان سیاهپوش، محلهٔ ویجویه             | آرامگاه خواجه علی سیاهپوش |
| آرامگاه شاه حسین ولی (سرپلی)         | منطقهٔ ۸       | صفویان      | عارف، از نوادگان شهاب‌الدین یحیی سهروردی     | ۱۳۸۵٫۱۱٫۲۳ ۱۷۳۳۷            | تقاطع بزرگراه چایکنار و خیابان رضانژاد، محلهٔ پل سنگی | آرامگاه شاه حسین ولی      |
| آرامگاه غیاث‌الدین محمد (پیر)         | منطقهٔ ۳       | ایلخانان    | وزیر ایلخانان، پسر رشیدالدین فضل‌الله همدانی | ثبت نشده                    | خیابان مارالان شمالی، محلهٔ غیاث                      | آرامگاه غیاث‌الدین محمد    |
| آرامگاه هفت‌تنان (مسجد حاج غفار)      | منطقهٔ ۳       | ایلخانان    | وزیران ایلخانان                             | ۱۳۸۱٫۰۷٫۰۷ ۶۲۱۵             | تقاطع خیابان‌های ۱۷ شهریور و نعلبندی‌پور، محلهٔ مقصودیه | آرامگاه هفت‌تنان           |